# Gangkhar Puensum
De Gangkhar Puensum is met 7570 meter de hoogste berg van Bhutan. Het is tevens de hoogste onbeklommen berg ter wereld.
Er zijn verschillende meningen over de exacte hoogte van de berg. De hoogte is vastgesteld door een Britse expeditie in 1986, maar die slaagde er niet in om de top van de berg te bereiken. Een ander dispuut is of de berg tot het grondgebied van Bhutan behoort of tot China. Kaarten van deze regio zijn over het algemeen erg onnauwkeurig, mede doordat er een conflict tussen de twee landen is over de gemeenschappelijke grens.
Sinds 1994 is het in Bhutan verboden om bergen hoger dan 6000 meter te beklimmen, uit respect voor lokale spirituele overtuigingen. Sinds 2003 is bergbeklimmen volledig verboden in het land.